# Castel Giuliano
Castel Giuliano är en frazione i kommunen Bracciano inom storstadsregionen Rom i regionen Lazio i Italien. 
Bland sevärdheterna återfinns kyrkorna San Filippo Neri och San Rocco samt Palazzo Patrizi.